# Черничная (платформа)
Черни́чная — железнодорожная платформа на перегоне Решетниково — Завидово участка Москва — Тверь. Расположена на территории Конаковского района Тверской области, вблизи границы с Московской областью. Остановочный пункт открыт в 1964 году (ранее — блок-пост № 140, не позднее 1943 года). На остановочном пункте — две высокие платформы. Турникетами не оборудована. На платформе останавливается только часть пригородных электропоездов, поезда дальнего следования на платформе не останавливаются. Длина платформы около 210 метров, поэтому электропоезд полностью не умещается.